# Megachile parata
Megachile parata är en biart som beskrevs av Mitchell 1930. Megachile parata ingår i släktet tapetserarbin, och familjen buksamlarbin. Inga underarter finns listade i Catalogue of Life.